# Tipula abluta
Tipula abluta är en tvåvingeart som beskrevs av Doane 1901. Tipula abluta ingår i släktet Tipula och familjen storharkrankar. Inga underarter finns listade i Catalogue of Life.